# Vacuumschmelze
Die Vacuumschmelze (VAC) ist ein globales Unternehmen mit Hauptsitz in Hanau, dessen Schwerpunkt auf der Entwicklung, Herstellung und Vermarktung von magnetischen Werkstoffen liegt. Die Produktpalette reicht von weichmagnetischen Werkstoffen über induktive Bauelemente bis hin zu Dauermagneten. Die Anwendungsgebiete liegen in der Automobil- und Luftfahrtindustrie, der Automatisierungstechnik oder in der Energieumwandlung und -verteilung.

## Unternehmensgeschichte
Gründung
Dr. Wilhelm Rohn, Leiter des Physikalischen Versuchslabors der W.C. Heraeus GmbH entwickelte im Jahr 1913 ein Verfahren zum Schmelzen von Metallen in Vakuum.
Durch den Ausbruch des Ersten Weltkrieges mussten die Arbeiten unterbrochen werden und die Weiterentwicklung verzögerte sich um drei Jahre. Die Patentierung für das „Verfahren zum Vakuumschmelzen und Vergüten von Metallen und Legierungen“, welches das Ersetzen von teuren Edelmetallen wie Platin oder Rhodium durch billigere Nichtedelmetalle wie Chrom-Nickel-Legierungen möglich machen sollte, folgte daher erst 1918. Etwa fünf Jahre nach der Entwicklung gliederte die W.C. Heraeus die Abteilung mit 50 Mitarbeitern aus, indem sie am 1. Juli 1923 das Unternehmen Heraeus-Vacuumschmelze AG unter der Leitung von Dr. Rohn gründete.
Das Produktspektrum wurde im Jahr 1927 um Thermobimetalle mit definierten Wärmeausdehnungsverhalten und den Werkstoff Mu-METALL erweitert. Dabei handelte es sich um die erste weichmagnetische Nickel-Eisen-Legierung. Diese wird für Abschirmungen verwendet.
Um das Auftragsvolumen umsetzen zu können, erweiterte die Vacuumschmelze ihre Produktionsfläche im Jahr 1929. Im Jahr 1930 konnte die Vacuumschmelze bereits 84 Patente vorweisen.
Im November 1933 übernahm das Unternehmen Siemens & Halske nach längerer Zusammenarbeit 81,5 % der Aktien der Vacuumschmelze. Durch weitere Vergrößerungen der Produktionsflächen umfasste das Werksgelände im Jahr 1939 bereits insgesamt 17.000 m², auf denen 550 Mitarbeiter beschäftigt waren.
Nach 1943
Mit dem Tod von Dr. Wilhelm Rohn am 5. Oktober 1943 verlor die Vacuumschmelze ihren führenden Ingenieur. Durch die Zerstörung des Werkes in Hanau während des Krieges erlebte die Vacuumschmelze einen weiteren Rückschlag.
Drei Jahre nach Kriegsende war Vacuumschmelze mit 479 Mitarbeitern wieder betriebsbereit. Im Jahr 1948 entwickelte das Unternehmen die neue weichmagnetische Legierung ULTRAPERM. In den Zeiten des Wirtschaftswunders, den 1950er Jahren expandierte auch die Vacuumschmelze stark und gründete einen Betrieb in Berlin.
In diese Zeit fielen außerdem die Entwicklung von Ringkernen aus hochpermeablen Legierungen, Federwerkstoffen für die Uhrenindustrie und Kobalt-Eisen-Legierungen der VACOFLUX-Reihe für die Luftfahrtindustrie.
Weitere Entwicklungen aus dem Unternehmen Vacuumschmelze waren Blechpakete, Dauermagnete, Heizleiterwerkstoffe für Haushaltsgeräte und industrielle Anwendungen, induktive Bauelemente, Supraleiter und rascherstarrte Werkstoffe. Mit dem wachsenden Produktportfolio entstanden auch neue Standorte des Unternehmens im Ausland. Nachdem in den 1970er Jahren das bereits seit Jahrzehnten bestehende Netz an internationalen Verkaufsbüros erweitert wurde, wuchs das Unternehmen auch mit internationalen Produktionsstandorten: 1994 in Malaysia, 1996 in den USA, 1997 in der Slowakei, 2001 in China und 2005 schließlich in Finnland.
Bis 1999 gehörten die VAC zum Siemens-Konzern, der sie, zur Bereinigung seines Portfolios, an das englische börsennotierte Unternehmen Morgan Crucible (ein weltweiter Hersteller von Metallverarbeitungsanlagen) verkaufte.
2003 wurde die Sparte Supraleiter an die Bruker-Tochter EAS (European Advanced Superconductors) verkauft.
2005 erfolgte die Übernahme der Vacuumschmelze mit ihren 4000 Mitarbeitern durch One Equity Partners für 529 Millionen US-Dollar. Zuvor gehört sie zur Morgan Crucible. Im August 2011 wurde sie für eine Milliarde US-Dollar an die OM Group weiterverkauft. Die Mitarbeiterzahl war in diesem Zeitraum auf 4500 gestiegen. Durch die Übernahme der OM Group durch Apollo Global Management gehört die Vacuumschmelze zum Portfolio von Apollo.
Im Jahre 2011 wurde das Fraunhofer IWKS gegründet, um das Materialcluster Hanau, sowie die Vacuumschmelze im Besonderen industriepolitisch zu stärken. Aufgrund der Konzentration der Förderung von Seltenen Erden in China und der zunehmenden Handelsstreitigkeiten, sollen die Abhängigkeiten der deutschen Industrie durch die Forschung an neuen, seltenerdarme Magnetwerkstoffen reduziert werden.
2021 kündigte die VAC an, in Kooperation mit  GM in den USA ein Werk für Elektromotoren bauen zu wollen.
Von 2003 bis zum 1. September 2014 führte Hartmut Eisele das Unternehmen, der von Richard Boulter abgelöst wurde. Seit Juni 2016 wird das Unternehmen von Stefaan Florquin und Erik Eschen geführt. Seit November 2018 führt Erik Eschen die Vacuumschmelze alleine.

## Produktionsstandorte
Hauptproduktionsstandort ist in Hanau bei Frankfurt. Weitere Produktionsstandorte befinden sich in der Slowakei, in Finnland, Malaysia und China. Darüber hinaus verfügt die VAC über ein globales Netzwerk aus Vertriebs- und Anwendungsingenieuren, welche Kunden und Interessenten in über 40 Ländern vor Ort beraten.

## Produktspektrum
Das Produktspektrum der VAC mit über 800 Patenten basiert im Wesentlichen auf weichmagnetischen Legierungen und Selten-Erd-Dauermagneten. Die Produkte werden in verschiedenen Veredelungsstufen als kristallines, amorphes, oder nanokristallines Halbzeug in Form von Bändern und Drähten, Teile wie Stanz- / Biegeteile, Blechpakete und Ringbandkerne, induktive Bauelemente, wie beispielsweise Drosseln oder Stromsensoren sowie Magnete und Magnetsysteme angeboten.
Die Produkte werden als Komponenten in vielen verschiedenen Anwendungsfeldern der weiterverarbeitenden Industrie eingesetzt. Die wichtigsten sind:
Elektromobilität
- Ladeinfrastruktur
- 48V-Bordnetz
- Rotor-Stator Systeme für elektrisch angetriebene Premiumsportwagen und Motorsport

Automotive
- Elektrische Lenkhilfe und andere Hilfsmotoren
- Einspritzsysteme
- Doppelkupplungsgetriebe
- Kühlsysteme
- Bordnetzentstörung

Luftfahrt
- Rotor-Stator-Systeme für elektrische Motoren und Generatoren

Industrie
- Antriebstechnologie für Industrieautomation
- Sensorik
- Inverter

Energie
- Smart Meter
- Photovoltaikinverter
- Antriebe und Inverter von Windkraftanlagen
- Drahtloses Laden
- Magnetische Kühlung
- FI-Schalter

Medizin und Forschung:
- Magnetische Abschirmkabinen
- Undulatoren[14]